# Commissariat (film)
Pour les articles homonymes, voir Commissariat.
Pour plus de détails, voir Fiche technique et Distribution.
Commissariat est un documentaire français coréalisé par Ilan Klipper et Virgil Vernier, sorti en 2010.

## Synopsis
Le travail quotidien de jeunes policiers affectés au commissariat d'Elbeuf.

## Fiche technique
- Titre : Commissariat
- Réalisation : Virgil Vernier et Ilan Klipper
- Photographie : Virgil Vernier et Ilan Klipper
- Son : François Mereu et Sébastien Savine
- Montage : Virgil Vernier et Ilan Klipper ; collaboration : Roger Ikhief
- Production : Les Films Pelléas
- Distribution : Chrysalis Films
- Pays de production :  France
- Genre : documentaire
- Durée : 88 minutes
- Date de sortie : 10 novembre 2010

## Sélection
- 2009 : FIDMarseille[1]